# Johan Ditlev Friderichsen
Johan Ditlev Friderichsen (30. Juni 1791 - 7. Marts 1861) dansk landmand, far til Christian Erhard, Niels Christian Frederiksen og Kirstine Frederiksen.
Friderichsen fødtes i Tullebølle på Langeland, hvor faren Friderich Chr. Gotfredsen var gårdejer. Moderen hed Ane Margrethe f. Brun. Væsentligst ved egen Kraft og med
overordentlig energi arbejdede han sig op til dansk juridisk Examen (1814) og Landmaalerexamen
(1815). Han drev landbrug, som forpagter eller ejer,
efter stor målestok på Laaland: 1821 overtog han
de forfaldne hovedgårde Fuglsang og Prierskov
og bragte dem efterhånden i ypperlig Kultur;
1830 købte han Nøbøllegaard (hvorhen han flyttede
1847) og 1846 Baadesgaard. I en årrække drev han 5
betydelige gårde, og ved siden af det store arbejde,
der var forbundet hermed, var han en utrættelig lærer
for bønderne og havde en mængde offentlige erhverv. Således mødte han 1846
som suppleant i Stænderforsamlingen i Roskilde, var en tid
formand for Hoveri- og Tiendekommissionen, en virksomhed, der
fulgtes af titellen Justitsråd, osv. Han døde 7. Marts 1861.